# Heinz Janshen
Heinz Janshen (* 29. Mai 1934 in Loitz) ist ein ehemaliger  Offizier der Grenztruppen der Deutschen Demokratischen Republik. Zuletzt hatte er den Dienstgrad eines Generalmajors inne.

## Militärische Laufbahn
Der Sohn eines Arbeiters erlernte nach seinem Schulbesuch, den er mit der 10. Klasse abschloss, keinen Beruf und war zunächst von 1948 bis 1951 Landarbeiter. Zum 10. Dezember 1951 trat er den bewaffneten Organen der DDR bei, wo er bis 1953 zunächst als Postenführer am Kontrollpassierpunkt in Stralsund, später Prerow eingesetzt war. Anschließend war Janshen Unteroffiziersschüler an einer Lehranstalt in Dömitz. Nach deren Besuch stieg er von 1954 bis 1956 zum Gruppenführer bei der Grenzbereitschaft Grabow auf. 1956 erfolgte sein Eintritt in die SED. Von 1956 bis 1957 besuchte er als Offiziersschüler die Offiziersschule in Sondershausen. Im Anschluss hieran wurde Janshen bis 1960 Zugführer, später Kompaniechef der 7. Grenzbereitschaft in der 1. Grenzbrigade. Von 1961 bis 1963 war er Kompaniechef im Grenz-Regiment 7 in Wittenburg. Anschließend war er in diesem Regiment bis 1971 Kommandeur einer Bootsgruppe und anschließend bis 1973 Kommandeur einer Bootsabteilung im Grenz-Regiment 8.
Von 1973 bis 1975 besuchte Janshen die Militärakademie der NVA in Dresden. Nach deren Abschluss stieg er zum stellvertretenden Kommandeur für Ausbildung im Grenz-Regiment 8 auf. Diese Stellung hielt er bis 1976 inne, um danach bis 1979 Kommandeur des Grenzausbildungs-Regiments 5 zu werden. Von 1979 bis 1980 übte Janshen zunächst die Funktion des stellvertretenden Kommandeurs für Ausbildung und anschließend bis 1982 die des stellvertretenden Kommandeurs und Stabschefs im Grenzkommando Süd aus. 1982 wurde er als Nachfolger von Generalmajor Walter Tanner zu dessen Kommandeur ernannt. Hier erfolgte am 7. Oktober 1984 seine Ernennung zum Generalmajor. 1987 wurde er in diesem Rang als Nachfolger von Generalmajor Harald Bär zum Kommandeur der Offiziershochschule der Grenztruppen in Suhl ernannt. Diese Position hielt er bis zu seiner Entlassung am 30. September 1990 inne. Seit Februar 1984 war er Mitglied der SED-Bezirksleitung Erfurt.
1999 wurde Janshen in einem Grenzprozess zu zwei Jahren Haft auf Bewährung verurteilt.

## Privates
Janshen ist Vater von sechs Kindern. Seine drei Söhne ergriffen ausnahmslos den Offiziersberuf.